# Volaris
Volaris, officiellt Concesionaria Vuela Compañía de Aviación, S.A.B. de C.V., är Mexikos näst största flygbolag efter Aeroméxico. Bolaget har sin bas vid flygplatsen i Toluca 50 kilometer från Mexico City.
Volaris är ett lågprisbolag som flyger inrikes i Mexiko och till destinationer i Centralamerika och USA. Det är Mexikos största inrikesbolag med en marknadsandel på 31,3 % (2019).

## Flygplansflotta
Bolaget har 83 flygplan, samtliga från Airbus, med en medelålder på 5,5 år (2020).
| Typ         | Aktiva | Tidigare | Bild |
| ----------- | ------ | -------- | ---- |
| Airbus A319 | 7      | 20       |      |
| Airbus A320 | 60     | 12       |      |
| Airbus A321 | 16     |          |      |
| Totalt      | 83     | 32       |      |